# Simone Conte
Simone Conte (25 de julio de 2007) es un deportista italiano que compite en saltos de plataforma. Ganó una medalla de bronce en el Campeonato Europeo de Saltos de 2025, en la prueba de plataforma 10 m sincro.

## Palmarés internacional
| Campeonato Europeo | Campeonato Europeo | Campeonato Europeo | Campeonato Europeo     |
| Año                | Lugar              | Medalla            | Prueba                 |
| ------------------ | ------------------ | ------------------ | ---------------------- |
| 2025               | Antalya (Turquía)  | Medalla de bronce  | Plataforma 10 m sincro |